# Robot tương tác xã hội

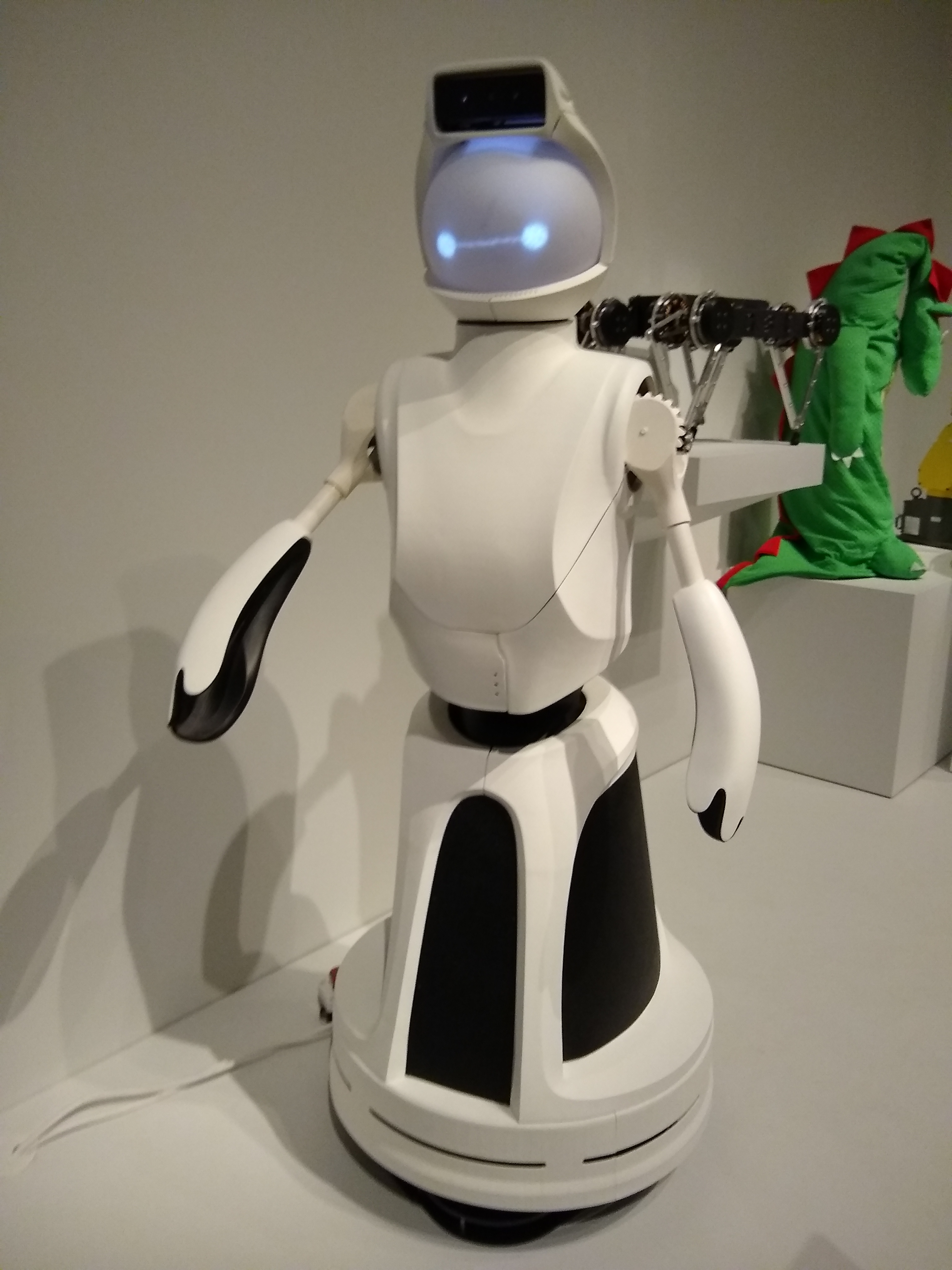
Quori, một nền tảng robot tương tác xã hội để nghiên cứu sự tương tác giữa con người và máy tính, Immersive Kinematics Lab

Robot tương tác xã hội hay robot xã hội là một robot tự hoạt động có khả năng tương tác và giao tiếp với con người hoặc các tác nhân vật lý tự động khác bằng cách tuân theo các hành vi và quy tắc xã hội gắn liền với vai trò của nó. Giống như các robot khác, robot tương tác xã hội có tính hiện thân (physically embodied). Avatar hoặc các nhân vật xã hội ảo trên màn hình không phải là robot tương tác xã hội vì không có tính hiện thân này. Trạng thái hay địa vị của của robot tương tác xã hội phụ thuộc vào "cơ thể" mà phần mềm tương tác xã hội được nhúng vào. Robot tương tác xã hội phải được cấu tạo bởi các động cơ và cảm biến; đồng thời robot phải nhận thức được mình sở hữu những bộ phận này và sử dụng chúng để thể hiện hoặc bộc lộ hành vi xã hội.

## Lịch sử
Mặc dù robot nói chung thường được miêu tả là tác nhân mang những tính chất xã hội (xem ví dụ những con rùa được phát triển bởi William Grey Walter vào những năm 1950), robot tương tác xã hội là một nhánh nghiên cứu khá mới của lĩnh vực nghiên cứu robot. Kể từ đầu những năm 1990, các nhà nghiên cứu robot và trí tuệ nhân tạo đã phát triển các robot với mức độ tương tác xã hội rõ ràng hơn robot nói chung. Các nhà nghiên cứu đáng chú ý bao gồm Cynthia Breazeal, Tony Belpaeme, Aude Billard, Kerstin Dautenhahn, Yiannis Demiris, Hiroshi Ishiguro, Maja Mataric, Javier Movellan, Brian Scassellati và Dean Weber. Liên quan là phong trào kỹ thuật Kansai trong khoa học và công nghệ Nhật Bản, các nhà khoa học Takayuki Kanda, Hideki Kozima, Hiroshi Ishiguro, Micho Okada, Tomio Watanabe và P. Ravindra S. De Silva đã xuất bản một tác phẩm về robot tương tác xã hội.
Việc thiết kế một robot tương tác xã hội tự động đặc biệt khó khăn, vì robot cần phải diễn giải chính xác hành động của con người và phản ứng một cách thích hợp, điều này hiện vẫn chưa thể thực hiện được. Hơn nữa, con ngươi khi tương tác với robot dạng này có thể kỳ vọng rất cao về khả năng của nó. Phương pháp (thường là bí mật) điều khiển một robot xã hội này được gọi là Mechanical Turk hay Wizard of Oz, theo tên nhân vật trong cuốn sách của L. Frank Baum. Các nghiên cứu của Wizard of Oz rất hữu ích trong nghiên cứu robot xã hội để đánh giá cách mọi người phản ứng với robot xã hội.

## Định nghĩa
Robot được định nghĩa theo Tiêu chuẩn Quốc tế của Tổ chức là một tác nhân đa chức năng, có thể lập trình lại được thiết kế để di chuyển vật liệu, bộ phận, công cụ hoặc thiết bị chuyên dụng thông qua các chuyển động được lập trình biến đổi để thực hiện nhiều nhiệm vụ khác nhau. Là một tập hợp con của robot, robot tương tác xã hội thực hiện bất kỳ hoặc tất cả các quy trình này trong bối cảnh tương tác xã hội. Bản chất của các tương tác xã hội là phi vật chất và có thể bao gồm từ các nhiệm vụ hỗ trợ tương đối đơn giản, chẳng hạn như chuyển công cụ cho nhân viên, đến giao tiếp và cộng tác biểu đạt phức tạp, chẳng hạn như chăm sóc sức khỏe hỗ trợ. Do đó, robot tương tác xã hội được yêu cầu làm việc cùng với con người trong không gian làm việc hợp tác. Hơn nữa, các robot tương tác xã hội bắt đầu theo con người vào các môi trường cá nhân hơn như ở nhà, chăm sóc sức khỏe và giáo dục.
Các tương tác xã hội có thể là hợp tác, nhưng định nghĩa không chỉ giới hạn trong tình huống này. Hơn nữa, hành vi bất hợp tác cũng có thể được coi là có tính chất xã hội trong những hoàn cảnh nhất định. Ví dụ, robot có thể thể hiện hành vi cạnh tranh trong khuôn khổ của một trò chơi. Robot cũng có thể tương tác với giao tiếp ở mức độ tối thiểu hoặc không. Ví dụ, robot có thể đưa dụng cụ cho một phi hành gia làm việc trên trạm vũ trụ. Tuy nhiên, giao tiếp cũng cần thiết vào một số thời điểm.
Hai yêu cầu tối hậu được đề xuất đối với robot tương tác xã hội là Kiểm tra Turing để xác định kỹ năng giao tiếp của robot và Ba định luật về robot của Isaac Asimov đối với hành vi của nó. Việc áp dụng các yêu cầu này trong một ứng dụng thế giới thực có ích hay không, đặc biệt là trong trường hợp các luật của Asimov, vẫn còn bị tranh cãi và có thể không thực hiện được. Tuy nhiên, hệ quả của quan điểm này là một robot chỉ tương tác và giao tiếp với các robot khác sẽ không được coi là một robot xã hội: Tính xã hội gắn với con người và xã hội của họ, xác định các giá trị, chuẩn mực và tiêu chuẩn xã hội hết sức quan trọng đối với loại robot này. Điều này dẫn đến sự phụ thuộc vào văn hóa của các robot xã hội vì các giá trị, chuẩn mực và tiêu chuẩn xã hội khác nhau giữa các nền văn hóa.
Phần cuối cùng của định nghĩa, robot tướng tác xã hội phải tương tác trong các quy tắc xã hội gắn liền với vai trò của nó. Vai trò và các quy tắc của nó được xác định thông qua xã hội. Ví dụ, một quản gia robot cho con người sẽ phải tuân thủ các quy tắc dịch vụ đã được thiết lập. Nó phải có khả năng phán đoán, đáng tin cậy và hơn hết là kín đáo. Một robot tương tác xã hội phải nhận thức được điều này và tuân thủ nó. Tuy nhiên, các robot xã hội tương tác với các robot tự động khác cũng sẽ hành xử và tương tác theo các quy ước không phải của con người. Đối với hầu hết các robot tương tác xã hội, sự phức tạp của tương tác giữa người với người sẽ dần được tiếp cận với sự tiến bộ của công nghệ android (một dạng robot hình người) và thực hiện nhiều kỹ năng giao tiếp giống người hơn.

## Sự tương tác xã hội
Các nghiên cứu đã điều tra mức độ tương tác của người dùng với người bạn đồng hành là robot. Các nghiên cứu đã đưa ra nhiều mô hình khác nhau về chủ đề nghiên cứu này. Một ví dụ là khung chương trình mô hình hóa cả nguyên nhân và tác động của sự tương tác: các tính năng liên quan đến hành vi không lời của người dùng, nhiệm vụ và phản ứng tình cảm của người bạn đồng hành để dự đoán mức độ tương tác của trẻ em.

## Tác động xã hội
Việc sử dụng ngày càng rộng rãi các robot tương tác xã hội tiên tiến hơn là một trong một số hiện tượng được mong đợi sẽ góp phần vào quá trình hậu nhân hóa công nghệ của xã hội loài người. Thông qua đó, quá trình "một xã hội bao gồm các thành viên không phải là con người sinh học 'tự nhiên', theo cách này hay cách khác, đóng góp vào cấu trúc, động lực hoặc ý nghĩa của xã hội."

## Một số robot tiêu biểu
Một trong những robot tương tác xã hội nổi tiếng nhất hiện đang được phát triển là Sophia, do Hanson Robotics phát triển. Sophia là một robot hình người xã hội có thể hiển thị hơn 50 biểu cảm trên khuôn mặt và là người đầu tiên không phải con người được trao danh hiệu của Liên hợp quốc.
SoftBank Robotics đã phát triển nhiều robot nửa hình người, xã hội thường được sử dụng trong nghiên cứu, bao gồm Pepper và Nao. Pepper được sử dụng cho mục đích thương mại và học thuật, cũng như được sử dụng bởi người tiêu dùng tại hơn một nghìn ngôi nhà ở Nhật Bản.
Các ví dụ đáng chú ý khác về robot tương tác xã hội bao gồm ASIMO của Honda và Kaspar, được thiết kế bởi Đại học Hertfordshire để giúp trẻ tự kỷ học phản ứng từ robot thông qua các trò chơi và chơi tương tác. Các robot Cozmo và Vector của Anki cũng được xếp vào loại robot tương tác xã hội bị thổi phồng, nhưng tất cả đều bị đóng cửa từ năm 2018 đến năm 2019.
Robot tương tác xã hội không nhất thiết phải có hình người. Ví dụ nổi tiếng nhất về robot tương tá cxã hội không phải hình người là con hải cẩu Paro.